# WECANDANCE
WECANDANCE is een jaarlijks open air festival op het strand van Zeebrugge. Het festival vindt steeds plaats in de eerste helft van augustus en telde in 2022 tot 2025 twee weekends.
De eerste editie van WECANDANCE vond plaats in 2013. 

## Edities
| Jaar | Bezoekersaantal | Datum                                 | Thema                               |
| ---- | --------------- | ------------------------------------- | ----------------------------------- |
| 2025 |                 | 15, 16 & 17 augustus                  | Denim Dancers                       |
| 2024 | 54.000          | 3, 4, 10 en 11 augustus               | Drop in the Light, Rise in the Dark |
| 2023 | 60.000          | 5, 6, 12 en 13 augustus               | Sea, Sand & Sun                     |
| 2022 | 58.500          | 6, 7, 13 en 14 augustus               | Just An Illusion                    |
| 2021 | 17.500          | 31 juli, 1, 6, 7, 8 13 en 14 augustus | To Be Free Again                    |
| 2020 | /               | 17 juli tot en met 23 augustus        | Beach Club                          |
| 2019 | 36.000          | 9, 10 & 11 augustus                   | Safari Nomads                       |
| 2018 | 35.000          | 11 & 12 augustus                      | Acid Cowboys                        |
| 2017 | 30.000          | 12 & 13 augustus                      | Desert Dreams                       |
| 2016 | 28.000          | 13 & 14 augustus                      | Lost in Space                       |
| 2015 | 18.000          | 8 & 9 augustus                        | Tropical Summer                     |
| 2014 | 12.000          | 9 & 10 augustus                       | Egyptian Love                       |
| 2013 | 5.500           | 10 & 11 augustus                      | Hippie Chique                       |